# 1701

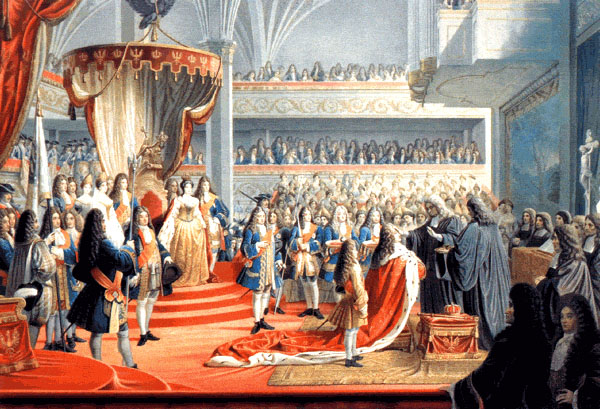
Koning Frederik I van Pruisen gekroond

Het jaar 1701 is het 1e jaar in de 18e eeuw volgens de christelijke jaartelling.

## Gebeurtenissen
januari
- 12 - Groningen en Friesland gaan (eindelijk) over op de gregoriaanse kalender. Deze kalender was al in 1582 door paus Gregorius XIII ingevoerd in de meeste volledig katholieke landen, ter vervanging van de oude juliaanse kalender.
- 18 - Hertog Frederik III van Brandenburg wordt door de keizer verheven tot koning Frederik I van Pruisen.

maart
- 5 - Stichting van de stad Maracay in het Onderkoninkrijk Peru (nu Venezuela).

mei
- 23 - In Engeland wordt piratenkapitein William Kidd opgehangen.

juni
- 12 - Act of Settlement wordt aangenomen in het Verenigd Koninkrijk. Vastgelegd is de erfopvolging bij een kinderloos overlijden van koning Willem III en van kroonprinses Anne.

augustus
- 4 - Ondertekening van de Grote Vrede van Montreal, een vredesverdrag tussen Nieuw-Frankrijk en 40 First Nations van Noord-Amerika. Het wordt getekend door Louis-Hector de Callière, gouverneur van Nieuw-Frankrijk, en 1300 vertegenwoordigers van 40 inheemse volkeren van het noordoosten van Noord-Amerika. Het verdrag beëindigt honderd jaren van oorlog tussen de Irokezen, geallieerd met de Engelsen, en de Fransen, geallieerd met de Huron en de Algonquian.

november
- 1 - Ondertekening van het "Hager Vergelijk", waarin onder Nederlandse bemiddeling de godsdienstige zaken van het graafschap Bentheim worden geregeld tussen de katholieke graaf en de gereformeerde landskerk.

zonder datum
- Nu Lodewijk XIV toch een vereniging van de Franse en Spaanse kronen eist, begint er oppositie te komen van de keizer die op zijn beurt de erfenis van Spanje voor het huis Habsburg opeist. Dit leidt tot de Spaanse Successieoorlog.
- De Noord-Amerikaanse Beveroorlogen tussen de Iroquois en de Fransen worden beëindigd met la Grande Paix.

## Muziek
- Tomaso Albinoni schrijft zijn 12 Baletti de Camera, Opus 3
- Heinrich Ignaz Franz Biber componeert de Missa Sancti Henrici

## Bouwkunst

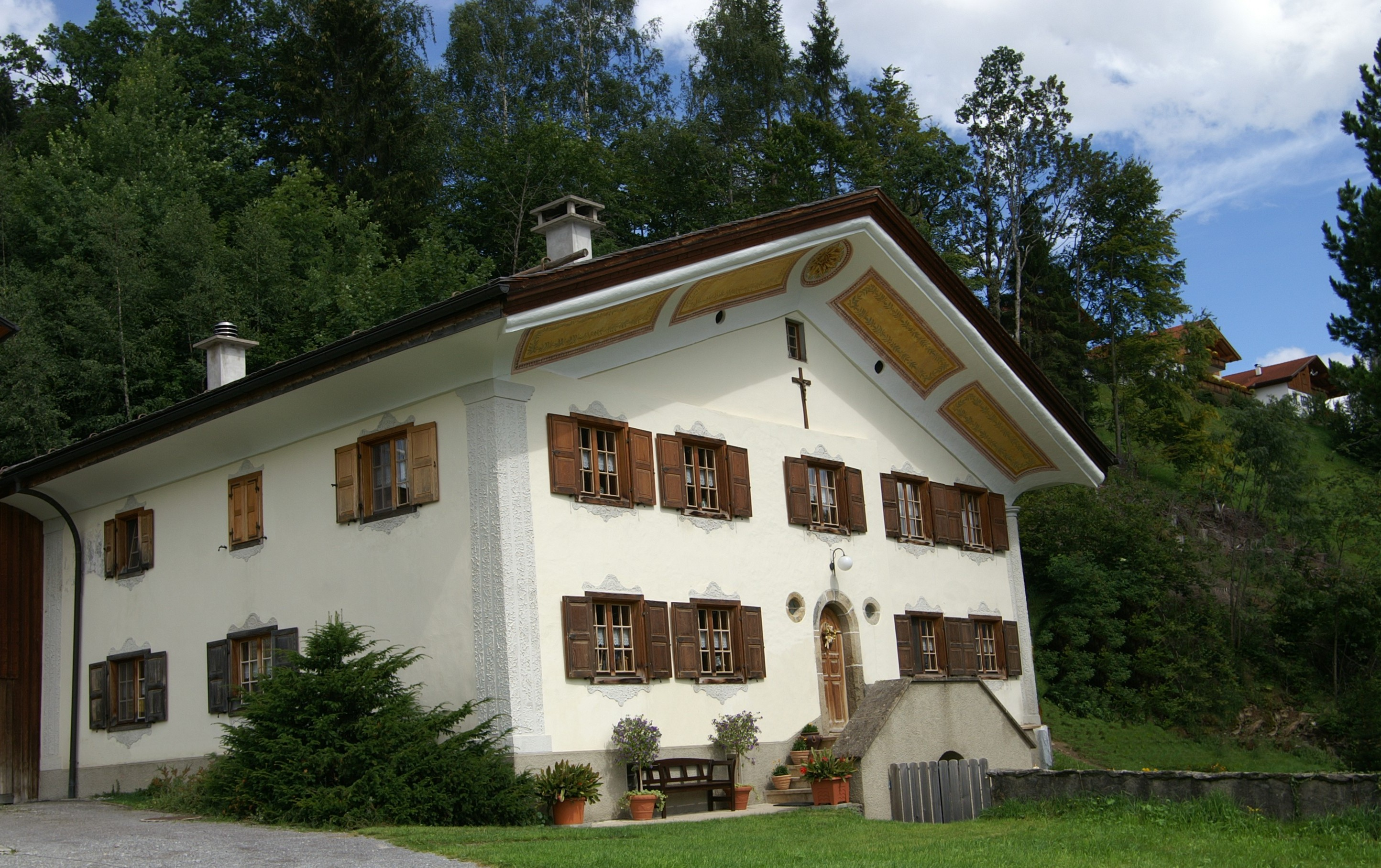
Pfarrhaus Bartholomäberg, Vorarlberg (1701)

## Geboren
september
- 22 - Anna Magdalena Bach, tweede vrouw van Johann Sebastian Bach en zangeres (overleden 1760)

oktober
- 28 - Simón de Anda, Spaans koloniaal bestuurder (overleden 1776)

november
- 27 - Anders Celsius, Zweeds astronoom en uitvinder temperatuurschaal Celsius (overleden 1744)

december
- 17 - Ignazio da Laconi, Italiaans kapucijner monnik en heilige (overleden 1781)

## Overleden
mei
- 23 - William Kidd (ca. 56), Schots zeerover

augustus
- 20 - Charles Sedley (ca. 62), Engels schrijver

september
- 16 - Jacobus II (67), koning van Engeland, Schotland en Ierland (1685-1688)